# Fed Cup 2016 Zona Americana
La Zona Americana (Americas Zone) è una delle 3 divisioni zonali nell'ambito della Fed Cup 2016. Essa è a sua volta suddivisa in due gruppi (Gruppo I, Gruppo II) formati rispettivamente da 8 e 9 squadre, inserite in tali gruppi in base ai risultati ottenuti l'anno precedente.

## Gruppo I
- Sede: Country Club Las Palmas, Santa Cruz de la Sierra, Bolivia (terra outdoor)
- Periodo: 3-6 febbraio
- Formula: due gironi (Pool) da 4 squadre ciascuno, in cui ogni squadra affronta le altre incluse nel proprio Pool. Successivamente la prima in classifica del Pool A affronta la prima del Pool B per l'ammissione agli spareggi del Gruppo Mondiale II. Vengono contemporaneamente disputati due spareggi fra le ultime due squadre di ciascun Pool per stabilire le due retrocessioni.

|   | Pool A (Dettagli) | Paraguay (bandiera) | Messico (bandiera) | Bolivia (bandiera) | Colombia (bandiera) |   |                 | Pool B (Dettagli) | Argentina (bandiera) | Brasile (bandiera) | Ecuador (bandiera) | Perù (bandiera) |
| 1 | Paraguay (3-0)    |                     | 2-1                | 2-1                | 2-1                 | 1 | Argentina (3-0) |                   | 2-1                  | 3-0                | 3-0                |                 |
| 2 | Messico (2-1)     | 1-2                 |                    | 2-1                | 3-0                 | 2 | Brasile (2-1)   | 1-2               |                      | 3-0                | 3-0                |                 |
| 3 | Bolivia (1-2)     | 1-2                 | 1-2                |                    | 2-1                 | 3 | Ecuador (1-2)   | 0-3               | 0-3                  |                    | 2-1                |                 |
| 4 | Colombia (0-3)    | 1-2                 | 0-3                | 1-2                |                     | 4 | Perù (0-3)      | 0-3               | 0-3                  | 1-2                |                    |                 |

### Spareggio promozione
| Paraguay 0 | Las Palmas Country Club, Santa Cruz de la Sierra, Bolivia 6 febbraio 2016 Terra (outdoor) | Las Palmas Country Club, Santa Cruz de la Sierra, Bolivia 6 febbraio 2016 Terra (outdoor) | Argentina 2 |     |   |             |
| \| \| \| \| 1 \| 2 \| 3 \| \| \| - \| \| ----------------------------------------------------------------------------- \| --- \| --- \| - \| ----------- \| \| 1 \| \| Camila Giangreco Campiz Catalina Pella \| 0 6 \| 2 6 \| \| \| \| 2 \| \| Montserrat González Nadia Podoroska \| 4 6 \| 3 6 \| \| \| \| 3 \| \| Camila Giangreco Campiz / Montserrat González María Irigoyen / Catalina Pella \| \| \| \| non giocato \| |                                                                                           |                                                                                           |             |     |   |             |
| |                                                                                           |                                                                                           | 1           | 2   | 3 |             |
| 1 | Paraguay (bandiera) · Argentina (bandiera)                                                | Camila Giangreco Campiz Catalina Pella                                                    | 0 6         | 2 6 |   |             |
| 2 | Paraguay (bandiera) · Argentina (bandiera)                                                | Montserrat González Nadia Podoroska                                                       | 4 6         | 3 6 |   |             |
| 3 | Paraguay (bandiera) · Argentina (bandiera)                                                | Camila Giangreco Campiz / Montserrat González María Irigoyen / Catalina Pella             |             |     |   | non giocato |

### Spareggio 3º-4º posto
| Messico 0 | Las Palmas Country Club, Santa Cruz de la Sierra, Bolivia 6 febbraio 2016 Terra (outdoor) | Las Palmas Country Club, Santa Cruz de la Sierra, Bolivia 6 febbraio 2016 Terra (outdoor) | Brasile 2 |     |   |             |
| \| \| \| \| 1 \| 2 \| 3 \| \| \| - \| \| ---------------------------------------------------------------------------------- \| --- \| --- \| - \| ----------- \| \| 1 \| \| Renata Zarazúa Paula Cristina Gonçalves \| 3 6 \| 2 6 \| \| \| \| 2 \| \| Ana Sofía Sánchez Gabriela Cé \| 1 6 \| 0 3 \| \| ritiro \| \| 3 \| \| Victoria Rodríguez / Renata Zarazúa Paula Cristina Gonçalves / Beatriz Haddad Maia \| \| \| \| non giocato \| |                                                                                           |                                                                                           |           |     |   |             |
| |                                                                                           |                                                                                           | 1         | 2   | 3 |             |
| 1 | Messico (bandiera) · Brasile (bandiera)                                                   | Renata Zarazúa Paula Cristina Gonçalves                                                   | 3 6       | 2 6 |   |             |
| 2 | Messico (bandiera) · Brasile (bandiera)                                                   | Ana Sofía Sánchez Gabriela Cé                                                             | 1 6       | 0 3 |   | ritiro      |
| 3 | Messico (bandiera) · Brasile (bandiera)                                                   | Victoria Rodríguez / Renata Zarazúa Paula Cristina Gonçalves / Beatriz Haddad Maia        |           |     |   | non giocato |

### Spareggi retrocessione
| Bolivia 2 | Las Palmas Country Club, Santa Cruz de la Sierra, Bolivia 6 febbraio 2016 Terra (outdoor) | Las Palmas Country Club, Santa Cruz de la Sierra, Bolivia 6 febbraio 2016 Terra (outdoor) | Perù 0 |     |     |             |
| \| \| \| \| 1 \| 2 \| 3 \| \| \| - \| \| ---------------------------------------------------------------------------------------- \| --- \| --- \| --- \| ----------- \| \| 1 \| \| Noelia Zeballos Anastasia Iamachkine \| 4 6 \| 7 5 \| 6 1 \| \| \| 2 \| \| María Fernanda Álvarez Terán Dominique Schaefer \| 6 3 \| 6 4 \| \| \| \| 3 \| \| María Fernanda Álvarez Terán / Noelia Zeballos Anastasia Iamachkine / Dominique Schaefer \| \| \| \| non giocato \| |                                                                                           |                                                                                           |        |     |     |             |
| |                                                                                           |                                                                                           | 1      | 2   | 3   |             |
| 1 | Bolivia (bandiera) · Perù (bandiera)                                                      | Noelia Zeballos Anastasia Iamachkine                                                      | 4 6    | 7 5 | 6 1 |             |
| 2 | Bolivia (bandiera) · Perù (bandiera)                                                      | María Fernanda Álvarez Terán Dominique Schaefer                                           | 6 3    | 6 4 |     |             |
| 3 | Bolivia (bandiera) · Perù (bandiera)                                                      | María Fernanda Álvarez Terán / Noelia Zeballos Anastasia Iamachkine / Dominique Schaefer  |        |     |     | non giocato |

| Colombia 2 | Las Palmas Country Club, Santa Cruz de la Sierra, Bolivia 6 febbraio 2016 Terra (outdoor) | Las Palmas Country Club, Santa Cruz de la Sierra, Bolivia 6 febbraio 2016 Terra (outdoor)      | Ecuador 0 |     |   |             |
| \| \| \| \| 1 \| 2 \| 3 \| \| \| - \| \| ---------------------------------------------------------------------------------------------- \| --- \| --- \| - \| ----------- \| \| 1 \| \| María Camila Osorio Serrano Marie Elise Casares \| 6 4 \| 6 2 \| \| \| \| 2 \| \| Emiliana Arango Camila Romero \| 6 3 \| 6 2 \| \| \| \| 3 \| \| María Fernanda Herazo González / María Paulina Pérez García Rafaella Baquerizo / Camila Romero \| \| \| \| non giocato \| |                                                                                           |                                                                                                |           |     |   |             |
| |                                                                                           |                                                                                                | 1         | 2   | 3 |             |
| 1 | Colombia (bandiera) · Ecuador (bandiera)                                                  | María Camila Osorio Serrano Marie Elise Casares                                                | 6 4       | 6 2 |   |             |
| 2 | Colombia (bandiera) · Ecuador (bandiera)                                                  | Emiliana Arango Camila Romero                                                                  | 6 3       | 6 2 |   |             |
| 3 | Colombia (bandiera) · Ecuador (bandiera)                                                  | María Fernanda Herazo González / María Paulina Pérez García Rafaella Baquerizo / Camila Romero |           |     |   | non giocato |

### Verdetti
- Argentina ai play-off per il Gruppo Mondiale II.
- Ecuador e Perù retrocedono nel gruppo II.

## Gruppo II
- Sede: Centro de Tenis Honda, Bayamón, Porto Rico (cemento outdoor)
- Periodo: 1-6 febbraio
- Formula: due gironi (Pool) da 4 e 5 squadre ciascuno, in cui ogni squadra affronta le altre incluse nel proprio Pool. Successivamente le prime due di ciascun Pool disputano gli spareggi per la promozione al Gruppo I.

|   | Pool A (Dettagli) | Venezuela (bandiera) | Cile (bandiera) | Honduras (bandiera) | Costa Rica (bandiera) |
| 1 | Venezuela (3-0)   |                      | 2-1             | 3-0                 | 3-0                   |
| 2 | Cile (2-1)        | 1-2                  |                 | 2-1                 | 3-0                   |
| 3 | Honduras (1-2)    | 0-3                  | 1-2             |                     | 2-1                   |
| 4 | Costa Rica (0-3)  | 0-3                  | 0-3             | 1-2                 |                       |

|   | Pool B (Dettagli)     | Porto Rico (bandiera) | Guatemala (bandiera) | Uruguay (bandiera) | Rep. Dominicana (bandiera) | Bahamas (bandiera) |
| 1 | Porto Rico (4-0)      |                       | 2-1                  | 2-1                | 3-0                        | 3-0                |
| 2 | Guatemala (3-1)       | 1-2                   |                      | 2-1                | 3-0                        | 3-0                |
| 3 | Uruguay (2-2)         | 1-2                   | 1-2                  |                    | 3-0                        | 2-1                |
| 4 | Rep. Dominicana (1-3) | 0-3                   | 0-3                  | 0-3                |                            | 2-1                |
| 5 | Bahamas (0-4)         | 0-3                   | 0-3                  | 1-2                | 1-2                        |                    |

### Spareggi promozione
| Venezuela 2 | Centro de Tenis Honda, Bayamón, Porto Rico 6 febbraio 2016 Cemento (outdoor) | Centro de Tenis Honda, Bayamón, Porto Rico 6 febbraio 2016 Cemento (outdoor) | Guatemala 0 |     |   |             |
| \| \| \| \| 1 \| 2 \| 3 \| \| \| - \| \| ---------------------------------------------------------------------- \| --- \| --- \| - \| ----------- \| \| 1 \| \| Aymet Uzcátegui Kirsten Andrea Weedon \| 6 2 \| 6 3 \| \| \| \| 2 \| \| Andrea Gámiz Melissa Morales \| 6 1 \| 6 3 \| \| \| \| 3 \| \| Andrea Gámiz / Aymet Uzcátegui Melissa Morales / Kirsten Andrea Weedon \| \| \| \| non giocato \| |                                                                              |                                                                              |             |     |   |             |
| |                                                                              |                                                                              | 1           | 2   | 3 |             |
| 1 | Venezuela (bandiera) · Guatemala (bandiera)                                  | Aymet Uzcátegui Kirsten Andrea Weedon                                        | 6 2         | 6 3 |   |             |
| 2 | Venezuela (bandiera) · Guatemala (bandiera)                                  | Andrea Gámiz Melissa Morales                                                 | 6 1         | 6 3 |   |             |
| 3 | Venezuela (bandiera) · Guatemala (bandiera)                                  | Andrea Gámiz / Aymet Uzcátegui Melissa Morales / Kirsten Andrea Weedon       |             |     |   | non giocato |

| Porto Rico 1 | Centro de Tenis Honda, Bayamón, Porto Rico 6 febbraio 2016 Cemento (outdoor) | Centro de Tenis Honda, Bayamón, Porto Rico 6 febbraio 2016 Cemento (outdoor) | Cile 2 |     |     |  |
| \| \| \| \| 1 \| 2 \| 3 \| \| \| - \| \| ---------------------------------------------------------------------- \| --- \| --- \| --- \| \| \| 1 \| \| Paola Bou Andrea Koch Benvenuto \| 2 6 \| 0 6 \| \| \| \| 2 \| \| Mónica Puig Daniela Seguel \| 6 1 \| 6 2 \| \| \| \| 3 \| \| Ana Sofía Cordero / Mónica Puig Andrea Koch Benvenuto / Daniela Seguel \| 1 6 \| 6 3 \| 5 7 \| \| |                                                                              |                                                                              |        |     |     |  |
| |                                                                              |                                                                              | 1      | 2   | 3   |  |
| 1 | Porto Rico (bandiera) · Cile (bandiera)                                      | Paola Bou Andrea Koch Benvenuto                                              | 2 6    | 0 6 |     |  |
| 2 | Porto Rico (bandiera) · Cile (bandiera)                                      | Mónica Puig Daniela Seguel                                                   | 6 1    | 6 2 |     |  |
| 3 | Porto Rico (bandiera) · Cile (bandiera)                                      | Ana Sofía Cordero / Mónica Puig Andrea Koch Benvenuto / Daniela Seguel       | 1 6    | 6 3 | 5 7 |  |

### Spareggi 5º-8º posto
| Honduras 0 | Centro de Tenis Honda, Bayamón, Porto Rico 6 febbraio 2016 Cemento (outdoor) | Centro de Tenis Honda, Bayamón, Porto Rico 6 febbraio 2016 Cemento (outdoor)                 | Uruguay 2 |     |      |             |
| \| \| \| \| 1 \| 2 \| 3 \| \| \| - \| \| -------------------------------------------------------------------------------------------- \| ---- \| --- \| ---- \| ----------- \| \| 1 \| \| Daniela Obando Florencia Rossi \| 2 6 \| 0 6 \| \| \| \| 2 \| \| Alejandra Obando Margot Mercier \| 64 7 \| 6 3 \| 62 7 \| \| \| 3 \| \| Natalie Gabriela Espinal Sánchez / Ana Gabriela Zavala Mata Margot Mercier / Florencia Rossi \| \| \| \| non giocato \| |                                                                              |                                                                                              |           |     |      |             |
| |                                                                              |                                                                                              | 1         | 2   | 3    |             |
| 1 | Honduras (bandiera) · Uruguay (bandiera)                                     | Daniela Obando Florencia Rossi                                                               | 2 6       | 0 6 |      |             |
| 2 | Honduras (bandiera) · Uruguay (bandiera)                                     | Alejandra Obando Margot Mercier                                                              | 64 7      | 6 3 | 62 7 |             |
| 3 | Honduras (bandiera) · Uruguay (bandiera)                                     | Natalie Gabriela Espinal Sánchez / Ana Gabriela Zavala Mata Margot Mercier / Florencia Rossi |           |     |      | non giocato |

| Rep. Dominicana 0 | Centro de Tenis Honda, Bayamón, Porto Rico 6 febbraio 2016 Cemento (outdoor) | Centro de Tenis Honda, Bayamón, Porto Rico 6 febbraio 2016 Cemento (outdoor) | Costa Rica 2 |     |   |             |
| \| \| \| \| 1 \| 2 \| 3 \| \| \| - \| \| ----------------------------------------------------------------------- \| --- \| --- \| - \| ----------- \| \| 1 \| \| Penélope Abreu Mariella Calderón \| 1 6 \| 1 6 \| \| \| \| 2 \| \| Luisanna Rodríguez Camilla Quesada \| 1 6 \| 1 6 \| \| \| \| 3 \| \| Penélope Abreu / Luisanna Rodríguez Mariella Calderón / Camilla Quesada \| \| \| \| non giocato \| |                                                                              |                                                                              |              |     |   |             |
| |                                                                              |                                                                              | 1            | 2   | 3 |             |
| 1 | Rep. Dominicana (bandiera) · Costa Rica (bandiera)                           | Penélope Abreu Mariella Calderón                                             | 1 6          | 1 6 |   |             |
| 2 | Rep. Dominicana (bandiera) · Costa Rica (bandiera)                           | Luisanna Rodríguez Camilla Quesada                                           | 1 6          | 1 6 |   |             |
| 3 | Rep. Dominicana (bandiera) · Costa Rica (bandiera)                           | Penélope Abreu / Luisanna Rodríguez Mariella Calderón / Camilla Quesada      |              |     |   | non giocato |

### Verdetti
- Cile e Venezuela promosse al Gruppo I.